# Leib Kwitko

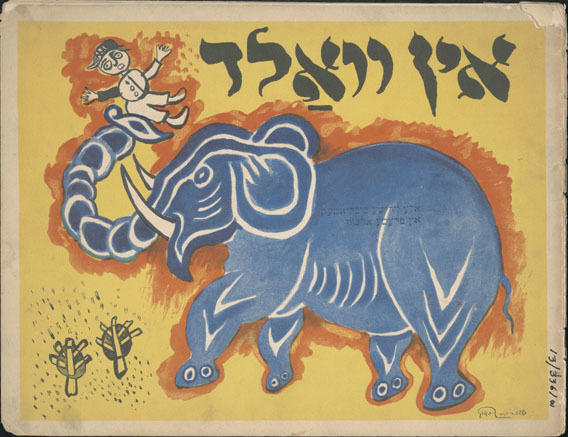
In wald. Von Issachar Ber Ryback illustriertes Kinderbuch. Berlin, 1922

Leib Kwitko (לייב קוויטקאָ Transkription Lejb Kwitko; auch: Lew Moissejewitsch Kwitko oder Leyb Kvitko, russisch Лев Моисеевич Квитко bzw. Лейб Квитко; geboren [Datum unsicher] 3. Oktoberjul. / 15. Oktober 1890greg. oder 1893 in «Goloskow» – entweder Gouvernement Podolien, Russisches Kaiserreich, heute Holoskiw, Oblast Chmelnyzkyj, oder Gouvernement Cherson, Russisches Kaiserreich, heute Holoskowo bei Odessa, heute beides Ukraine; erschossen 12. August 1952 in Moskau) war ein sowjetischer Autor und einer der bedeutendsten jiddischen Dichter des 20. Jahrhunderts.

## Leben und Schaffen
Leib Kwitko entstammte einer sehr armen jüdischen Familie und war mit zehn Jahren Vollwaise. Er erhielt die traditionelle Erziehung im Cheder. 17-jährig ging er nach Kiew, wo er später – in seinem Schaffen ermutigt von David Bergelson – einer der führenden Poeten der Kiewer Gruppe mit David Hofstein und Perez Markisch wurde. Seine Begeisterung für die Revolution wurde dabei nur für kurze Zeit getrübt, als er von den antijüdischen Pogromen in der Ukraine unter Petlura erfuhr, den er mit großem Hass in seinen Schriften anklagt. In den Jahren 1921 bis 1925 lebte er in Weimar und trat dort der Kommunistischen Partei Deutschlands (KPD) bei und schrieb Gedichte, die ihm große Bewunderung bei der Kritik eintrugen.
1925 kehrte Kwitko in die Sowjetunion zurück und ließ sich in Moskau nieder. Er war dort u. a. als Vorsitzender der Jüdischen Sektion des sowjetischen Schriftstellerverbands tätig. 1926 nahm er die Stelle des Herausgebers des in Charkiw erscheinenden Journals Di rojte welt an. Zu dieser Zeit schrieb er unter anderem Kinderbücher und -lyrik, die mit den Vorgaben des sozialistischen Realismus in Einklang standen und die in Kindergärten und Schulen beliebt waren. Er gehörte auch zu den Mitgliedern des Jüdischen Antifaschistischen Komitees, war Mitherausgeber der אײניקײַט Transkription Ejnikajt (der Publikation des Komitees) und von סאָװעטיש הײמלאנד Transkription Sowetisch Hejmland. 1929 schrieb er jedoch eine scharfe Satire auf Mojsche Litwakow, den damaligen Doyen der sowjetjiddischen Literatur, worauf er von der Kommunistischen Allunions-Partei (Bolschewiki) (WKP(B)), der späteren KPdSU, der Konterrevolution geziehen wurde, seine Stelle bei der Rojtn welt verlor und er eine solche als Maschinenbaulehrling an der Charkiwer Traktorenfabrik annehmen musste. 1933 wurde er jedoch dank dem Einsatz des führenden russischen Kinderliteraturautors Kornei Chukowskii rehabilitiert. Die Auswahlausgabe seiner Werke von 1937 war ganz dem Lobpreis Stalins gewidmet. Im Jahr 1939 wurde er Mitglied der WKP(B). 1939 erhielt er den Orden des Roten Banners der Arbeit. Leib Kwitko, Jizchak Katzenelson und Isaak Nusinov gaben zusammen das Anti-Hitler-Pamphlet Dos blut ruft tsu nekome! (Das Blut ruft nach Rache!) (Moskau: Emes, 1941) heraus, einen der ersten umfassenden Augenzeugenberichte über die Gräueltaten der Nazis in Polen, wozu Schachno Epstein vom Jüdischen Antifaschistischen Komitee der Sowjetunion (dessen Mitglieder später von Stalin ermordet wurden) ein Vorwort schrieb. Für das Schwarzbuch bereitete er verschiedene Schilderungen zum Druck vor.
Für eine vom Jüdischen Antifaschistischen Komitee geplante jüdische Krim-Republik war Kwitko als Erziehungsminister vorgesehen.
1948 wurde Leib Kwitko verhaftet und 1952 in der Nacht der ermordeten Poeten auf Befehl Berias zusammen mit ca. dreißig weiteren jüdischen Persönlichkeiten, darunter die bekanntesten jiddischen Schriftsteller und Künstler der Sowjetunion, im Zuge der stalinistischen „Säuberungen“ im Gefängnis Lubjanka in Moskau erschossen.

## Schaffen
Kwitko war der talentierteste Anhänger des Nister und gehörte – vor allem als Lyriker und Verfasser von Kinderbüchern – zu den bekanntesten jiddischen Schriftstellern der Sowjetunion.
Sein Gedichtzyklus 1919, in dem die ukrainischen Pogrome verarbeitet werden, gehört zu den wichtigsten Werken der modernen jiddischen Literatur. Das Jugendbuch Ljam un Petrik beschreibt die Armut der damaligen Zeit mit radikalen erzählerischen Mitteln, indem das tägliche Leben in Fragmenten geschildert wird, die keine Einheit und keinen Sinn ergeben. Das 1929 herausgegebene poetische Sammelwerk Gerangl stellt die Summe seines bisherigen Schaffens von 1919 bis 1929 dar und ist ein wichtiger Zeuge der Übergangszeit von der relativ freien Epoche des revolutionären Idealismus der 1920er zu der stalinistischen Diktatur der 1930er Jahre. Seine Kindergedichte wurden in die russische Sprache übersetzt und an den sowjetischen Kindergärten und Schulen breit rezipiert.

## Werke (Auswahl)
- Grin groz („Grünes Gras“), Yiddischer literarischer ferlag, Berlin 1922.
- 1919. 1922 [über die Pogrome in der Ukraine].
- Lider far kinder („Gedichte für Kinder“), Klal, Berlin 1923.
- Ukraynishe folksmayses („Ukrainische Märchen“), Zeichnungen El Lissitzky, Kniga, Berlin 1922.
- Jugnt, 1922 („Jugend“; Gedichtband).
- In vald („Im Wald“), Zeichnungen von Issachar Ryback, Schwellen Verlag, Berlin 1922. In Jiddisch und in deutscher Übersetzung enthalten in: David Bergelson, Lejb Kwitko, Peretz Markisch, Ber Smoliar: Der Galaganer Hahn. Jiddische Kinderbücher aus Berlin. Jiddisch und deutsch. Aus d. Jidd. übertr. und hrsg. von Andrej Jendrusch. Ed. DODO, Berlin 2003, ISBN 3-934351-06-9.
- Foyglen („Vögel“), Zeichnungen von Issachar Ryback, Schwellen Verlag, Berlin 1922. In Jiddisch und in deutscher Übersetzung enthalten in: David Bergelson, Lejb Kwitko, Peretz Markisch, Ber Smoliar: Der Galaganer Hahn. Jiddische Kinderbücher aus Berlin. Jiddisch und deutsch. Aus d. Jidd. übertr. und hrsg. von Andrej Jendrusch. Ed. DODO, Berlin 2003 ISBN 3-934351-06-9.
- Vaysrusische folksmayses („Weißrussische Märchen“), Zeichnungen El Lissitzky, Kniga, Berlin 1923.
- Tsvey khaveyrim. Lyam un Petrik. Eine Bearbeitung für die Schule ist erschienen bei Emes, Moskau 1933.
- Riogrander fel („Häute aus Rio Grande“), 1928 [enthält die Erfahrungen als Hamburger Dockarbeiter].
- Geklibene Werk („Gesammelte Werke“), 1937 (Auswahlausgabe).